# گیاه‌پارچ خوشه‌افشان
گیاه‌پارچ خوشه‌افشان (نام علمی: Nepenthes paniculata)، نام یک گونه از سرده گیاه‌پارچ‌ها و احتمالا بومی کوه دورمن تاپ (Doorman Top)، کوهی در گینه نو (03°28′01″S 138°26′59″ شرقی) است. در زمان‌های اخیر از جنگل خزه‌ای در بالای خط الراس در ارتفاع ۱۴۶۰ متری ثبت شده است.
هیچ گونه یا جوره‌ای از این گونه توصیف نشده است. ممکن است هیبریدهای طبیعی با گیاه‌پارچ پاپوانا تشکیل دهد.
در سال ۱۹۹۴، ای.ویستوبا (A. Wistuba)، بی. کیستلر (B. Kistler)، اچ. ریشر (H. Rischer)، بی. بومگارتل (B. Baumgartl) در جستجوی گیاه‌پارچ خوشه‌افشان به کاوش در  کوه دورمن تاپ پرداختند اما هیچ گیاه‌پارچ دیگری به جز گیاه‌پارچ لامی (در آن زمان با نام گیاه‌پارچ وایلاردی شناخته می‌شد) و گیاه‌پارچ والا پیدا نکردند.  با این حال، آنها از شیب متفاوتی به سمت شیبی که گیاه‌پارچ خوشه‌افشان در ابتدا از آن جمع‌آوری شده بود صعود کردند.
در آگوست ۲۰۱۳، این گونه توسط تیمی متشکل از هولگر گوسنر (Holger Gossner)، توماس گرون مایر (Thomas Gronemeyer)، دیوید ماروینسکی (David Marwinski)، استوارت مک فرسون (Stewart McPherson)، ماریوس میشلر (Marius Micheler)، یواخیم نرز ( Joachim Nerz)، آندریاس ویستوبا (Andreas Wistuba) و اورس زیمرمن (Urs Zimmermann) دوباره کشف شد.
این اولین سفری بود که پارچ‌های پایینی را که ظاهراً شبیه پارچ‌های گیاه‌پارچ مریلیانا و گونه‌های مرتبط با آن از فیلیپین است ثبت کرد.